# Teresa Couderc
Teresa (al secolo Marie-Victoire) Couderc (Sablières, 1º febbraio 1805 – Lione, 26 settembre 1885) è stata una religiosa francese, fondatrice della congregazione delle Dame del Cenacolo a Lalouvesc. Beatificata nel 1951, fu proclamata santa da papa Paolo VI nel 1970.

## Biografia

### Infanzia e vocazione
Quarta dei dodici figli di Claude Michel e di Anne Méry, Marie-Victoire Couderc trascorse la propria infanzia nel villaggio natale di Le Mas, frazione di Sablières, nell'Ardèche, in una famiglia contadina molto semplice, manifestando fin da giovanissima una profonda vocazione religiosa ed entrando, a diciassette anni, nel collegio di Les Vans, gestito dalla congregazione diocesana delle Suore di San Giuseppe (confluite in seguito nell'Istituto delle Suore di San Giuseppe).
Tre anni dopo, nel 1825, rientrò a Sablières per seguire la missione predicata da padre Jean-Pierre Etienne Terme, fondatore delle Suore di San Francesco Régis dedite all'istruzione dei bambini poveri, che divenne suo direttore spirituale e che, l'anno successivo, l'accolse nel noviziato di Aps (oggi Alba-la-Romaine). Qui, il 27 marzo 1826, Marie-Victoire pronunciò i voti prendendo il nome di suor Teresa e l'anno seguente, a soli 23 anni, fu trasferita con altre due suore a Lalouvesc per organizzare e dirigere la casa d'accoglienza qui fondata dallo stesso padre Terme per le pellegrine in visita alla tomba di san Francesco Régis.

### Le suore di Nostra Signora del Ritiro al Cenacolo
A Lalouvesc, suor Teresa convinse padre Terme a dare un'impostazione decisamente più spirituale alla sua iniziativa di accoglienza materiale per le pellegrine, trasformando il suo originario ostello in una casa di preghiera e di esercizi spirituali condotti sul modello di Sant'Ignazio di Loyola: fu il primo seme del "Cenacolo", che andò poi sviluppandosi separatamente dalle suore di San Francesco Régis (le cosiddette "suore delle scuole") per costituirsi nella congregazione indipendente delle Suore di Nostra Signora del Ritiro al Cenacolo (le cosiddette "dame del ritiro").
Nel 1834, alla morte di padre Terme, Teresa si pose sotto la guida di padre Renault, provinciale dei Gesuiti, il quale nel 1836 separò le suore di San Francesco Régis dalle Suore di Nostra Signora del Ritiro al Cenacolo .
Fu posta alla guida delle Suore di Nostra Signora del Ritiro al Cenacolo, ma restò alla guida per poco tempo poiché nel 1838 venne destituita e al posto suo si nominò una donna che era entrata da poco nell’istituto, col titolo di contessa. La contessa verrà successivamente allontanata prima che danneggi l’istituto. Madre Teresa rispose a tutto questo esortando le consorelle a obbedire alla nuova venuta. Dopo che la contessa fu mandata via, Teresa restò in disparte: per molte sorelle era ormai considerata “l’anziana”. La chiameranno poi a fronteggiare una crisi nella comunità di Parigi. Sarà superiora locale qua e là, ma venne esclusa dai vertici. Ripete che bisogna abbandonarsi a Dio. Obbediva, restava nel silenzio e vedeva crescere la comunità dell'Istituto del Cenacolo, che prense il nome di “Nostra Signora del Cenacolo”, diffusa nel mondo come
(Papa Paolo VI)
Madre Teresa passa da una piccola comunità all’altra. Ammalata, non chiese per sé la guarigione, ma di saper affrontare il male. Mentre l’Istituto si apre alla Francia e al mondo, lei è superiora periferica a Fourvières, e l’annuncio della sua morte, che avvenne il 26 settembre 1885, è dato dalle consorelle col canto del Magnificat.

## Il culto
Beatificata il 4 novembre 1951 da papa Pio XII, fu canonizzata il 10 maggio 1970 da papa Paolo VI. La sua memoria liturgica ricorre il 26 settembre, nell'anniversario della morte. Il suo corpo è custodito in un’urna nel cenacolo di Lalouvesc.